# Radio Schwarzi Chatz
Radio Schwarzi Chatz war ein Piratensender der Schweiz auf der Frequenz zwischen 100 und 104 Megahertz. Er war im politisch linken Spektrum einzuordnen und gehört mit 36 dokumentierten Sendungen zwischen April 1978 und Ende 1980 neben der Wellenhexe und Radio Banana zu den aktivsten und langlebigsten Vertretern der Szene.

## Geschichte
Ab Mitte der 1970er Jahre nutzten auch in der Schweiz sog. Radiopiraten freie Frequenzen zum Senden. Radio Schwarzi Chatz begann, ab Frühling 1978 zu senden. Ihr Motto war es, «subversiv und intensiv» zu sein. Sie wollten möglichst viele illegale Sender entstehen lassen, um die PTT als Hüterin des Radio-Monopols der SRG zu provozieren.
Ihre bekannteste Aktion im politischen Raum war die Mobilisierung von über 300 Demonstranten gegen die Panzer, die 1979 zur Wehrschau der Schweizer Armee in Zürich einrollten, «und das um 5 Uhr früh!». Die späteren Jugendunruhen in Zürich fanden in Deutschland ebenfalls Beachtung, und Radio Schwarzi Chatz wurde im Sommer 1980 als eines der Sprachrohre für Zürichs Zweite Kultur genannt. Die damals am Anfang ihres Schaffens stehenden belgischen Regisseure Jean-Pierre und Luc Dardenne aus Lüttich besuchten den Sender als eines von sieben Beispielen in Europa für ihre Video-Dokumentation R… ne répond plus (R… antwortet nicht mehr), die 1981 erstellt wurde.